# Mistrovství České republiky v atletice 2001
Mistrovství České republiky v atletice 2001 se uskutečnilo ve dnech 30. června – 1. července 2001 v Jablonci nad Nisou.

## Medailisté

### Muži
| Soutěž                         | Zlato                                                                       | Stříbro                                                                      | Bronz                                                                    |
| 100 m                          | Vit Havlíček 10.52                                                          | Radek Řechka 10.53                                                           | Roman Zubek 10.57                                                        |
| 200 m                          | Jiří Vojtík 21.28                                                           | Vít Havlíček 21.37                                                           | Jan Mazanec 21.57                                                        |
| 400 m                          | Karel Bláha 46.28                                                           | Václav Bláha 46.91                                                           | Jaroslav Teplý 46.96                                                     |
| 800 m                          | Stanislav Tábor 1:49.04                                                     | Karel Znojil 1:49.25                                                         | Pavel Soukup 1:49.41                                                     |
| 1500 m                         | Michal Šneberger 3:46.74                                                    | Vladimír Pospíšil 3:48.89                                                    | Martin Jareš 3:49.35                                                     |
| 5000 m                         | Tomáš Krutský 14:09.36                                                      | Michael Nejedlý 14:30.72                                                     | Robin Vohlídal 14:32.74                                                  |
| 10 000 m                       | Pavel Faschingbauer 29:28.37                                                | Miroslav Vítek 30:22.19                                                      | Jan Bláha 30:32.40                                                       |
| 110 m př.                      | Tomáš Dvořák 14.05                                                          | Ladislav Burdel 14.44                                                        | Pavel Ďurica 14.70                                                       |
| 400 m př.                      | Jiří Mužík 49.32                                                            | Štěpán Tesařík 49.62                                                         | Lukáš Souček 51.02                                                       |
| 3000 m př.                     | Michael Nejedlý 8:54.88                                                     | David Gerych 8:58.59                                                         | Jiří Miler 9:05.54                                                       |
| 4 × 100 m                      | Pavel Rada Roman Zubek Tomáš Černý Jan Kritzbach Dukla Praha 41.25          | Jan Stokláska Rudolf Götz Martin Bohman Ludvík Bohman Slavia Praha 41.77     | Vít Zákoucký Petr Hnízdil Petr Šarapatka Pavel Beneš Dukla Praha B 42.13 |
| 4 × 400 m                      | Petr Šarapatka Štěpán Tesařík Michal Škvára Karel Bláha Dukla Praha 3:10.51 | Michal Uhlík Petr Habásko Jindřich Šimánek Václav Bláha Slavia Praha 3:12.20 | Jan Hanzl Karel Znojil Jan Pernica Pavel Soukup USK Praha 3:13.17        |
| Skok do výšky                  | Jan Janků 225                                                               | Jiří Křehula 219                                                             | Svatoslav Ton 219                                                        |
| Skok o tyči                    | Štěpán Janáček 560                                                          | Martin Kysela 560                                                            | Petr Špaček 530                                                          |
| Skok daleký                    | Milan Kovář 755                                                             | Tomáš Dvořák 754                                                             | Pavel Loučka 725                                                         |
| Trojskok                       | Tomáš Cholenský 15.68                                                       | Jiří Smetana 15.55                                                           | Petr Hnízdil 15.54                                                       |
| Vrh koulí                      | Petr Stehlík 18.71                                                          | Antonín Žalský 17.98                                                         | Richard Navara 17.80                                                     |
| Hod diskem                     | Libor Malina 67.13                                                          | Arnošt Holovský 56.28                                                        | Gejza Valent 52.14                                                       |
| Hod kladivem                   | Vladimír Maška 77.24                                                        | Pavel Sedláček 74.72                                                         | Lukáš Melich 68.67                                                       |
| Hod oštěpem                    | Miroslav Guzdek 77.80                                                       | Michal Šafář 75.48                                                           | Patrick Landmesser 74.10                                                 |
| Desetiboj Olomouc 9.–10.6.2001 | Pavel Havlíček 7253 bodů                                                    | Aleš Pastrňák 7177 bodů                                                      | Milan Kohout 7014 bodů                                                   |
| 20 km chůze Rumburk 21.4.2001  | Jiří Malysa 1:20:47                                                         | Miloš Holuša 1:22:27                                                         | David Šnajdr 1:27:53                                                     |

### Ženy
| Soutěž                         | Zlato                                                                                | Stříbro                                                                           | Bronz                                                                                   |
| 100 m                          | Erika Suchovská 11.75                                                                | Pavla Andrýsková 11.87                                                            | Markéta Pernická 12.02                                                                  |
| 200 m                          | Lenka Ficková 23.60                                                                  | Pavla Andrýsková 24.29                                                            | Stanislava Batlíková 24.65                                                              |
| 400 m                          | Tereza Žížalová 53.97                                                                | Klára Dubská 54.39                                                                | Eva Horová 55.12                                                                        |
| 800 m                          | Helena Fuchsová 2:02.57                                                              | Petra Sedláková 2:03.15                                                           | Renata Hoppová 2:03.61                                                                  |
| 1500 m                         | Renata Hoppová 4:27.06                                                               | Helena Šimková 4:29.47                                                            | Marcela Lustigová 4:32.19                                                               |
| 5000 m                         | Jana Klimešová 16:46.06                                                              | Lenka Hanušová 16:56.20                                                           | Radka Holubová 17:04.97                                                                 |
| 10 000 m                       | Marie Volná 34:22.43                                                                 | Jitka Bělohlávková 36:56.91                                                       | Hana Haroková 37:08.93                                                                  |
| 100 m př.                      | Lucie Škrobáková 13.52                                                               | Jana Klečková 14.03                                                               | Lenka Ostravská 14.18                                                                   |
| 400 m př.                      | Alena Rücklová 57.74                                                                 | Lucie Sichertová 58.30                                                            | Kateřina Bábová 59.91                                                                   |
| 3000 m př.                     | Zuzana Rücklová 11:06.17                                                             | Lucie Špatenková 11:10.10                                                         | Zuzana Kocúmová 11:10.18                                                                |
| 4 × 100 m                      | Zdeňka Tučanová Eva Horová Jana Polívková Stanislava Batlíková Spartak Praha 4 46.40 | Petra Seidlová Zuzana Bičíková Adéla Hedvičáková Lenka Ficková AC Pardubice 46.90 | Martina Žabková Kateřina Čelišová Dana Eismanová Jana Šmídová Škoda Plzeň 46.91         |
| 4 × 400 m                      | Zuzana Němečková Zdeňka Tučanová Eva Horová Alena Rücklová Spartak Praha 4 3:44.54   | Marie Burešová Jana Klečková Eva Šebrlová Ivana Sekyrová Sparta Praha 3:45.62     | Kateřina Burešová Šárka Horsáková Lucie Žirková Jitka Bartoničková Slavia Praha 3:50.09 |
| Skok do výšky                  | Barbora Laláková 183                                                                 | Jana Klečková 180                                                                 | Lucie Vavříková 178                                                                     |
| Skok o tyči                    | Kateřina Baďurová 420                                                                | Šárka Mládková 412                                                                | Michaela Boulová 405                                                                    |
| Skok daleký                    | Lucie Komrsková 644                                                                  | Martina Darmovzalová 617                                                          | Jana Klečková 612                                                                       |
| Trojskok                       | Dagmar Urbánková 13.30                                                               | Martina Darmovzalová 13.02                                                        | Petra Daňková 12.68                                                                     |
| Vrh koulí                      | Věra Pospíšilová 16.92                                                               | Lucie Vrbenská 16.10                                                              | Jitka Svatošová 14.20                                                                   |
| Hod diskem                     | Vladimíra Racková 60.27                                                              | Věra Pospíšilová 58.53                                                            | Kamila Hlaváčová 47.48                                                                  |
| Hod kladivem                   | Lucie Vrbenská 63.99                                                                 | Šárka Šmirausová 53.01                                                            | Klára Chytrá 52.97                                                                      |
| Hod oštěpem                    | Nikola Tomečková 61.71                                                               | Barbora Špotáková 51.87                                                           | Jarmila Klimešová 51.25                                                                 |
| Sedmiboj Olomouc 9.–10.6.2001  | Kateřina Nekolná 5689 bodů                                                           | Jana Klečková 5317 bodů                                                           | Barbora Špotáková 5306 bodů                                                             |
| 20 km chůze Poděbrady 1.4.2001 | Barbora Dibelková 1:42:33                                                            | Monika Choděrová 1:47:20                                                          | Ivana Mayová 1:50:08                                                                    |